# 二砷化四羰基二(环戊二烯基)二钼
二砷化四羰基二(环戊二烯基)二钼是一种有机钼化合物，化学式为C14H10As2Mo2O4，或写作[CpMo(CO)2]2(μ-η2-As2)。它是橙红色单斜晶体，可由三羰基环戊二烯钼二聚体和六苯基六砷反应制得。它和Ag[TEF]（TEF=Al{OC(CF3)3}4）反应，可以得到[Ag{Cp2Mo2(CO)4(μ3,η2:2:2-As2)}3][TEF]。